# The Union: The Business Behind Getting High
The Union: The Business Behind Getting High är en kanadensisk dokumentärfilm skapad av Brett Harvey från 2007. Filmen handlar om förbudet mot cannabis i USA och Kanada, och fokuserar på ämnena 
- Varför är marijuana olagligt?
- Vilka hälsorisker ger marijuana?
- Fungerar förbudspolitik?
- Vad skulle hända om handeln med cannabis beskattades?
- Hur hämmas medicin-, pappers-, energi-, textil- och matindustrin etc av hampaförbudet?

Filmen följer Adam Scorgie på en resa genom Kanada, fylld med intervjuer av både människor inom cannabisindustrin, kulturpersonligheter som Tommy Chong, och många andra framstående forskare och insatta på området. Filmen är genomgående kritisk mot de restriktioner som idag finns i USA och Kanada.